# Anglistik
Anglistik (auch Englische Philologie) ist die Wissenschaft, die sich mit der englischen Sprache, der englischsprachigen Literatur und der Kultur des englischen Sprachraumes beschäftigt.

## Die Geschichte der Anglistik
In Deutschland wurde der erste Lehrstuhl für englische Sprache an der von Georg II. gegründeten und 1737 eröffneten Georg-August-Universität in Göttingen errichtet. Ausschlaggebend dafür war, dass der Landesherr, der Kurfürst von Braunschweig-Lüneburg, in Personalunion zugleich König von Großbritannien war.
Die Geschichte der deutschen und deutschsprachigen Anglistik unterscheidet sich sehr deutlich von der Anglistik in den angelsächsischen Ländern. Insbesondere die Konzentration auf englische Philologie und die damit verbundene Ausrichtung auf mittelalterliche und frühmoderne Literaturen wurden in Großbritannien und den USA nicht geteilt. Infolge des Ersten und des Zweiten Weltkriegs kam es zu einer merklichen Trennung beider Wissenschaftstraditionen. In der Zeit des Nationalsozialismus besaß der Deutsche Akademische Anglistenverband großen Einfluss auf die Personalpolitik der Universitäten.

## Die Entwicklung der Anglistik in der Gegenwart
Nachdem bis nach dem Zweiten Weltkrieg die Emanzipation der Amerikanistik die bestimmende Entwicklung innerhalb der Anglistik war und somit die Aufteilung in Anglistik und Amerikanistik, entwickeln sich seit den 1980er und 1990er Jahren zwei weitere Aspekte innerhalb der englischen Sprachwissenschaft zu bedeutenden Forschungsfeldern.
Erstens wird in den letzten Jahren immer mehr zwischen der englischen und der irischen Literatur unterschieden. Zusammenfassend wird von Anglo-Irish Studies gesprochen, um auszudrücken, dass die englische Kultur sich erheblich von der irischen unterscheide. Die (zeitgenössischen) irischen Literaten hätten einen völlig anderen kulturellen Hintergrund als die englischen, ergo müsse diese Unterscheidung gemacht werden.
Zweitens entwickeln sich zu einem weiteren Zweig der Anglistik seit den 1980er Jahren die sogenannten Commonwealth Studies, die sich mit der Sprache und Kultur der ehemaligen britischen Kolonien beschäftigen. Viele Autoren (z. B. in Indien, Jamaika, Hongkong) sprechen zwar die jeweilige Landessprache, sehen aber Englisch als Lingua Franca als wesentlich wirkungsvoller, um eine möglichst große Leserschaft zu erreichen.

## Anglistik als Studienfach
Anglistik/Amerikanistik bzw. Englische Philologie (English Studies im englischen Sprachraum) ist ein der Neuphilologie zugeordnetes Studienfach an Universitäten und Hochschulen im deutschen Sprachraum, das sich auf wissenschaftlicher Ebene mit den Bereichen der englischsprachigen Literatur (vorwiegend der britischen und US-amerikanischen), der Sprachwissenschaft (z. B. Morphologie, Phonologie, Syntax, Soziolinguistik, Pragmatik), der Sprachpraxis, sowie landeskundlich-kulturellen Studien des Sprachraumes befasst. Typischerweise werden dabei unterschiedliche Zeiträume betrachtet (z. B. Literatur aus dem 19. und 20. Jahrhundert, historischer und derzeitiger Sprachgebrauch). An deutschen Universitäten kann Anglistik (in der Regel in Kombination mit mindestens einem anderen Studienfach) in Lehramtsstudiengängen sowie in Bachelor- und Master-Studiengängen studiert werden. Bis Ende der 2000er Jahre boten einige Universitäten auch einen wirtschaftswissenschaftlich geprägten Diplom-Anglistik-Studiengang an, der inzwischen durch Bachelor-/Master-Studiengänge ersetzt wurde. Auch die Magister-Studiengänge wurden im Rahmen des Bologna-Prozesses größtenteils eingestellt bzw. nicht fortgeführt.